# شوتو آبه
شوتو آبه (ژاپنی: 安部 柊斗؛ زادهٔ ۵ دسامبر ۱۹۹۷) یک بازیکن فوتبال اهل ژاپن است.
از باشگاه‌هایی که در آن بازی کرده‌است می‌توان به باشگاه فوتبال توکیو اشاره کرد.